# Malmö International 1995
Die Malmö International 1995 fanden vom 14. bis zum 17. September 1995 in Malmö statt.

## Sieger und Platzierte
| Disziplin    | Gold                            | Silber                            | Bronze                           |
| ------------ | ------------------------------- | --------------------------------- | -------------------------------- |
| Herreneinzel | Rikard Magnusson                | Thomas Søgaard                    | Anders Boesen                    |
| Herreneinzel | Rikard Magnusson                | Thomas Søgaard                    | Jesper Olsson                    |
| Dameneinzel  | Mette Sørensen                  | Michelle Rasmussen                | Tanja Berg                       |
| Dameneinzel  | Mette Sørensen                  | Michelle Rasmussen                | Mette Pedersen                   |
| Herrendoppel | Janek Roos Thomas Stavngaard    | Jesper Larsen Stellan Österberg   | Jan Jørgensen Peder Nissen       |
| Herrendoppel | Janek Roos Thomas Stavngaard    | Jesper Larsen Stellan Österberg   | Rikard Gruvberg Robert Larsson   |
| Damendoppel  | Maria Bengtsson Margit Borg     | Michelle Rasmussen Mette Sørensen | Mette Justesen Mette Schjoldager |
| Damendoppel  | Maria Bengtsson Margit Borg     | Michelle Rasmussen Mette Sørensen | Ann Jørgensen Charlotte Madsen   |
| Mixed        | Thomas Stavngaard Ann Jørgensen | Jesper Larsen Maria Bengtsson     | Robert Larsson Susanne Jacobsson |
| Mixed        | Thomas Stavngaard Ann Jørgensen | Jesper Larsen Maria Bengtsson     | Janek Roos Charlotte Madsen      |